# Franca Fiacconi
Franca Fiacconi (Roma, 4 ottobre 1965) è un'ex maratoneta e ultramaratoneta italiana, vincitrice in carriera delle maratone di New York, Roma, Praga, Enschede e Sant'Antonio.
In nazionale è stata 4ª ai Campionati europei di Budapest 1998 e 13ª ai Campionati mondiali di Atene 1997.

## Biografia
Ha iniziato l'attività come mezzofondista in età giovanile,a 12 anni, diventando a livello juniores, fra le migliori mezzofondiste italiane. All'età di 23 anni ha esordito nella maratona (a ROMA piazzandosi al secondo posto) ottenendo, in questa specialità, i migliori successi. Il suo 2,25,17 nel 1998 è stata la 2ª miglior prestazione europea dell'anno nella maratona e la 6ª prestazione mondiale.

## Palmarès
- Argento alle Universiadi di Buffalo 1993 (maratona) con il tempo di 2h38'44"
- Oro alla Maratona di New York 1998 con il tempo di 2h25'17 (fu record Italiano) (PB)
- Argento alla Maratona di New York 1996 con il tempo di 2h28'42"
- Argento alla Maratona di New York 2000 con il tempo di 2h26'03"
- Bronzo alla Maratona di New York 1997 con il tempo di 2h30'15"
- 4ºposto alla Maratona di New York 1999 con il tempo di 2h29'49"
- Oro alla Marathon des Sables 2001 8ª assoluta classifica maschile
- Argento alla Maratona di Berlino 2000 con il tempo di 2h26'42"
- Argento alla Maratona di Osaka 2001 con il tempo di 2h26'49"
- Oro alla Boavista ultramarathon 2001
- Oro alla Maratona Enschede - Olanda 1994
- Oro alla Maratona Enschede - Olanda 2001
- Oro alla Maratona di Trieste 2001 con il tempo di 2h29'58"
- Oro alla Maratona di Trieste 2002 con il tempo di 2h28'59"
- Oro alla Maratona di Padova 2000 con il tempo di 2h30'20"
- Oro alla Maratona di Praga 1999 con il tempo di 2h28'33"
- Oro alla Maratona di Roma 1998 con il tempo di 2h28'12"
- Oro alla Maratona di Torino (Campionato Italiano di maratona) 1996 con il tempo di 2h29'18"
- Oro alla Maratona di Torino (Campionato Italiano di maratona) 1998 con il tempo di 2h30'21"
- Oro alla Maratona di Carpi 1996 con il tempo di 2h28'22"
- Oro alla Maratona di Cesano Boscone 1995 con il tempo di 2h30'10"
- Oro alla Maratona di Penang -Malesia 1994
- Oro alla Maratona di Egna 1994
- Oro alla Maratona di Bologna 1990
- Oro alla Maratona di Livorno 1994
- Oro alla Maratonina di Monteforte d'Alpone (VR) - (24a Montefortiana) 1999 con il tempo 1h 29' 57"
- Oro alla Maratonina ROMA-OSTIA 1998 con il tempo di 1h13'19"
- Argento Campionati Italiani FIDAL 10.000mt in pista SULMONA 1999 con il tempo di 33'20" (PB)
- Oro CORTINA DOBBIACO RUN 2001

## in maglia azzurra
- 1993 UNIVERSIADI BUFFALO (USA)  Oro (maratona)
- 1993 COPPA DEL MONDO NAZIONI, SAN SEBASTIAN (ESP) 30º posto (maratona)
- 1997 CAMPIONATI MONDIALI E COPPA DEL MONDO PER NAZIONI, ATENE (GRE) 13º posto individuale,  Bronzo per NAZIONE(maratona)
- 1998 CAMPIONATI EUROPEI E COPPA EUROPA PER NAZIONI, BUDAPEST (HUN) 4º posto individuale,  Argento per NAZIONE (maratona)
- CAMPIONATI MONDIALI MEZZA MARATONA , ZURIGO (CH) 27º posto individuale